# Gertrude Bell
Gertrude Margaret Lowthian Bell (Washington Hall, 14 luglio 1868 – Baghdad, 12 luglio 1926) è stata un'archeologa, scrittrice, esploratrice e diplomatica britannica.
Svolse un'attività segreta di sostegno alla rivolta araba, in supporto al fondamentale ruolo di Lawrence d'Arabia, durante la prima guerra mondiale.
Al termine del conflitto mondiale ebbe un ruolo chiave nella creazione del moderno Stato dell'Iraq, contribuendo a tracciarne i confini, nei quali raggruppò i tre vilayet ottomani preesistenti della regione mesopotamica.
È considerata dagli iracheni come la madre dell'Iraq.

## Biografia

### L'infanzia e gli studi

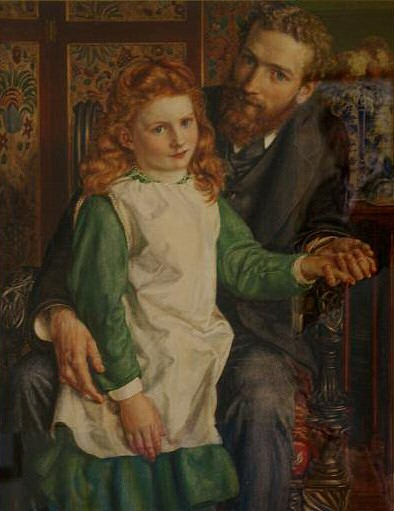
Ritratto di Sir Hugh Bell e della figlia Gertrude di 8 anni (Edward Poynter, 1876)

Gertrude Bell nacque il 14 luglio 1868 a Washington New Hall, la tenuta di famiglia a Washington. La famiglia era molto benestante, il nonno Sir Isaac Lowthian Bell era un industriale del ferro e del carbone che tra il 1875 e il 1880 fu anche membro del parlamento per il partito liberale. Nel 1870 la famiglia si trasferì a Redcar dove il padre aveva fatto costruire una residenza progettata dall'architetto Philip Webb.
Mary Bell, figlia di John Shield di Newcastle-on-Tyne e madre di Gertrude, è descritta come una donna gracile e cagionevole di salute, morì nel 1871 a causa di una polmonite contratta tre settimane dopo la nascita del figlio Maurice Bell. La morte della madre fece sì che la piccola Gertrude allacciò un rapporto molto stretto con il padre, Sir Hugh Bell, 2° baronetto.
Il 10 agosto del 1876 il padre si risposò con Florence Bell (nata Olliffe), commediografa, scrittrice di racconti per bambini e amica di lunga data di una delle sorelle del padre, fin da prima del matrimonio Gertrude ebbe con lei un cordiale rapporto epistolare. Florence era nata a Parigi ed era figlia del medico dell'ambasciata britannica, divenne l'attenta custode famigliare del rispetto dell'etichetta e delle convenzioni sociali. Dal matrimonio nacquero altri tre figli, i maschi frequentarono l'Eton College e poi Oxford, alle figlie venne impartita privatamente la tradizionale educazione delle ragazze di buona famiglia, lezioni di piano, arte e ricamo. Gertrude odiava il piano e amava trascorrere le giornate leggendo, Florence riconobbe le qualità della figliastra e dalla primavera del 1884 Gertrude frequentò il Queen's College a Londra una prestigiosa scuola privata per ragazze.
Gertrude, non senza alcune perplessità da parte dei genitori, decise di proseguire gli studi e nel 1886 iniziò a frequentare il Lady Margaret Hall di Oxford, dove in soli due anni e mezzo completò gli studi di storia moderna a pieni voti, per le donne non era però prevista alcuna cerimonia di laurea.
Completati gli studi fu invitata a Bucarest dalla zia Mary, sorella della madre e moglie di Sir Frank Lascelles che ricopriva la carica di ministro (simile a quella di ambasciatore). A Bucarest frequentò l'ambiente dei diplomatici conoscendo diverse persone fra le quali il giornalista e storico Valentine Chirol col quale rimase in contatto per tutta la vita. Rimase a Bucarest per quattro mesi e dopo una breve visita a Costantinopoli tornò in Inghilterra nel 1889.

### I primi viaggi
Nel luglio del 1891 Frank Lascelles venne nominato ministro a Teheran e nell'aprile del 1892 Bell, insieme alla zia e alla cugina, intraprese il viaggio per raggiungere Teheran. La giovane aveva iniziato a studiare il persiano e proseguì gli studi una volta arrivata a destinazione. Iniziò a lavorare alla traduzione dei poemi del mistico e poeta sufi Hafez che pubblicò nel 1897. La passione per il poeta la accomunava a Henry Cadogan, segretario dello zio, i due si innamorarono e quando Bell annunciò al padre il desiderio di sposarsi questi le negò il permesso a causa delle modeste origini di Cadogan. Bell tornò in Inghilterra nel settembre del 1892, Cadogan morì a causa di una polmonite nel 1893.
Dopo questa prima esperienza in Persia Bell rimase per cinque anni in Inghilterra vivendo la vita di una giovane dell'alta società britannica. Nel 1894 Bell venne convinta dalla famiglia e dall'editore a far pubblicare la sua raccolta di saggi sulla Persia, acconsentì alla pubblicazione in forma anonima di Safar Nameh - Persian Pictures: A Book of Travel.
Nel gennaio del 1897 raggiunse di nuovo la famiglia della zia, questa volta a Berlino dove Frank Lascelles era stato nominato ambasciatore, nello stesso anno tutta la famiglia trascorse un periodo di vacanza a La Grave, in Francia, qui Bell si appassionò all'alpinismo, tanto da riuscire due anni dopo a scalare il monte Meije, seconda vetta più elevata delle Alpi del Delfinato. Sempre nel 1897 lei e il fratello Maurice fecero un viaggio di sei mesi intorno al mondo con uno degli itinerari di Thomas Cook. Pochi mesi dopo viene invitata a Gerusalemme dall'orientalista e diplomatico tedesco Friedrich Rosen.. A Gerusalemme perfezionò lo studio dell'arabo, nel marzo del 1900 intraprese il suo primo viaggio nel deserto visitando il deserto della Giordania, Mshatta e Petra. Insofferente all'obbligo imposto dalle autorità ottomane di avere una scorta armata sfuggì dall'accampamento di Bosra per prendere contatto con i Drusi e loro ospite visità la regione del Gebel Druso. Lasciò il medioriente nel giugno del 1900.
Trascorse le estati degli anni successivi a scalare montagne nelle Alpi Bernesi, in particolare ad una vetta della catena degli Engelhörner venne dato il nome Gertrude's Peak. Nel 1903 fece un nuovo viaggio intorno al mondo soggiornando per un breve periodo in India, nell'estate del 1904 scalò la sua ultima vetta, il Cervino.
Nello stesso periodo sviluppò la sua passione per l'archeologia e le lingue: parlava infatti correntemente arabo, francese, tedesco, italiano, persiano e turco.
Nel 1905 intraprese una spedizione nelle aree desertiche visitate nel 1897. Incontrò e fu ospite di emiri e shaykh e godette di un trattamentento in genere riservato agli uomini. Per sua stessa ammissione l'essere britannica giocò un ruolo importante in un'area geografica su cui l'Inghilterra stava affermando con decisione la sua autorità. Pubblicò le sue osservazioni in un libro destinato a essere ampiamente apprezzato, intitolato Syria: The Desert and the Sown, uscito nel 1907: vi descrisse e approfondì il suo viaggio nelle città della Grande Siria (bilad al-Sham), quali Damasco, Gerusalemme, Beirut, Antiochia e Alessandretta, documentato con foto. Le vivide descrizioni di Bell fecero conoscere i deserti arabi al mondo occidentale, che di essi ignorava pressoché ogni cosa.
Il viaggio del 1905 cominciò con una breve tappa a Gerusalemme durante la quale si consultò con Mark Sykes, anche lui stava programmando una spedizione nelle stesse aree, Gertrude non solo lo anticipò ma disse ad un Caimacam ottomano che il cognato di Sykes era un ministro in Egitto rallentando in questo modo il rilascio del permesso di viaggio a Sykes. Quest'ultimo espresse il suo disappunto e disprezzo descrivendo Bell con termini molto poco lusinghieri in una lettera alla moglie.
Nel marzo del 1907 viaggiò verso la Turchia ottomana e cominciò a operare con l'archeologo biblista e neo-testamentario Sir William M. Ramsay. I loro scavi furono descritti nell'opera A Thousand and One Churches. Nel gennaio 1909 raggiunse la Mesopotamia: visitò la città ittita di Carchemish, ne disegnò l'area e descrisse le rovine del sito preislamico lakhmide di Ukhaydir; visitò anche Babilonia e Najaf. Tornata a Carchemish, consultò due archeologi che lavoravano in quell'area, uno dei quali era Thomas Edward Lawrence. Il viaggio arabo del 1913 fu in linea di massima faticoso e difficoltoso. Bell era appena la seconda donna occidentale a visitare Ha'il (la prima era stata Lady Anne Blunt).

## Prima guerra mondiale e carriera politica
Allo scoppio della prima guerra mondiale, la richiesta di Bell di un posto operativo in Vicino Oriente fu inizialmente respinta, si offrì quindi volontaria per la Croce Rossa in Francia. Nel novembre del 1915, tuttavia, fu convocata al Cairo dall'appena costituito Arab Bureau, guidato dal generale Gilbert Clayton, dove ebbe modo d'incontrare ancora Lawrence. Inizialmente non le fu assegnato alcun ruolo ufficiale, anche se aiutò il comandante David Hogarth nell'organizzazione del servizio informazioni in direzione della localizzazione e la disposizione delle tribù arabe. Lawrence e il capitano W. H. I. Shakespear sfruttarono queste informazioni per incontrare gli arabi e convincerli a unirsi ai britannici in funzione anti-ottomana e per intessere alleanze.
Il 3 marzo 1916 il generale Clayton inviò Gertrude Bell a Bassora, che le forze britanniche avevano conquistato nel novembre del 1914, per consigliare il funzionario politico Percy Cox su come comportarsi nell'area che la Bell aveva maggiormente visitato e che conosceva molto bene. Gertrude approntò carte topografiche per aiutare l'esercito di Sua Maestà britannica a raggiungere in relativa sicurezza Baghdad. Divenne la sola donna ad aver assunto l'incarico di funzionario politico nelle forze armate britanniche e ricevette l'incarico di ufficiale di collegamento, presso Il Cairo (cioè l'Arab Bureau, cui ella era stata assegnata); fu, inoltre, la consigliera sul campo di Harry St. John Philby, che la introdusse alle complesse metodologie politiche da intessere dietro le quinte.
Quando le truppe britanniche presero Baghdad (10 marzo 1917), la Bell fu ivi assegnata a Cox e presentata come "segretaria d'oriente" (oriental secretary). Assieme a Cox e Lawrence fece parte del ristretto gruppo di "orientalisti" convocati da Winston Churchill per prender parte alla conferenza del Cairo nel 1921, al fine di trovare il modo di ridurre le spese di stazionamento delle truppe britanniche nei mandati post-bellici, legittimati dalla Società delle Nazioni ginevrina. Nel corso della conferenza, lavorò con Lawrence per promuovere l'istituzione di paesi quali la Transgiordania e l'Iraq, da affidare a Abd Allah e a Faysal, figli di al-Husayn ibn Ali, sceriffo della Mecca, guida politica e morale della rivolta araba contro gli ottomani (ca. 1915-1916).
A Baghdad la Bell lavorò fino alla sua morte nell'alto commissariato consultivo britannico. Chiamata dagli iracheni "al-Khatun" (una dama di corte che con occhi e orecchie ben aperti lavorava per il bene dello Stato) e sottovoce «la regina senza corona d'Iraq», ella godette della piena fiducia del re Faysal, che aiutò a essere ben accolto dai capi delle tribù irachene all'inizio del suo regno e che le permise di avere voce in capitolo nell'educazione del suo erede, Ghazi. Gertrude venne inoltre scelta dal re e dai britannici per dirigere la casa della regina Huzayma e delle tre figlie sue e del re. Gertrude ebbe sempre simpatia per la regina e le principesse, ma non era ricambiata: la regina la disprezzava e non vedeva di buon occhio la sua influenza e la sua relazione con il re. Il sovrano la sostenne nella sua volontà di fondare a Baghdad il museo d'archeologia iracheno e di creare una scuola britannica di archeologia, per preparare esperti di scavi che avrebbero seguito le sue indicazioni.
Le fatiche per produrre un'eccezionale mole di pubblicazioni, saggi e articoli di corrispondenze, di rapporti d'intelligence, di lavori di buon contenuto scientifico, di libri bianchi d'inchiesta e le ricorrenti bronchiti cui andava sempre più soggetta a causa del suo prolungato e smodato vizio del fumo, i ricorrenti attacchi di malaria e infine il clima caldo-umido dell'estate a Baghdad ebbero alla fine la meglio sulla sua tempra, tanto che divenne sempre più emaciata e sofferente.
Morì il 12 luglio 1926, forse per suicidio con un'overdose di sonniferi. Fu sepolta nel cimitero britannico di Baghdad, nel distretto di Bab al-Sharji.

## Opere
Oltre ad alcuni libri Bell scrisse numerosissime lettere, dopo la sua morte la matrigna Florence Bell fece un primo tentativo di curare la pubblicazione di alcuni suoi scritti selezionati dalle oltre 2400 pagine di lettere.
Nel 1927 Florence pubblicò due volumi di corrispondenza selezionata dai quali escluse i testi dal contenuto romantico e omise alcuni contenuti che riteneva potessero creare imbarazzo al governo iracheno. Da allora sono state pubblicate numerose raccolte di lettere, articoli di giornale, rapporti e articoli tratti dai bollettini di guerra Arab Bulletin.
- Safar Nameh - Persian Pictures: A Book of Travel, Londra, Richard Bentley and Son, 1894.
- Poems from the Divan of Hafiz, traduzione di Gertrude Bell, Londra, William Heinemann, 1897.
- Syria: The Desert and the Sown, 1907.
- Con William M. Ramsay  The Thousand and One Churches, Londra, Hodder and Stoughton, 1909.
- Amurath to Amurath, Londra, William Heinemann, 1911.
- The Palace and Mosque of Ukhaidir: A Study in Early Mohammadan Architecture., Oxford, Clarendon Press, 1914.

## L'archivio
L'archivio di Gertrude Bell composto da oltre 10 000 documenti tra foto, negativi, diari, corrispondenza, taccuini e appunti è custodito presso l'Università di Newcastle a cui è stato donato nel 1926 dopo la morte della sorellastra Lady Elsa Richmond e da allora si è ulteriormente arricchito tramite donazioni tra cui la corrispondenza con Charles Doughty-Wylie proveniente dal St. Anthony’s College di Oxford. Nel 2017 l'archivio è stato inserito nel programma di tutela documentale Memoria del mondo dell'UNESCO.

## Filmografia
- Queen of the Desert (2015), film scritto e diretto da Werner Herzog e interpretato da Nicole Kidman.
- Letters from Baghdad (2017), un documentario a cura di SABINE KRAYENBÜHL e ZEVA OELBAUM